# Gastoúni
Gastoúni är en kommunhuvudort i Grekland.   Den ligger i prefekturen Nomós Ileías och regionen Västra Grekland, i den sydvästra delen av landet, 220 km väster om huvudstaden Aten. Gastoúni ligger 4 meter över havet och antalet invånare är 8 114.
Terrängen runt Gastoúni är platt. Havet är nära Gastoúni åt sydväst.  Närmaste större samhälle är Amaliáda, 10,4 km sydost om Gastoúni. 